# Low Marnham
Low Marnham – wieś w Anglii, w Nottinghamshire. Low Marnham jest wspomniana w Domesday Book (1086) jako Alia.